# فيسنتي غارسيا (مغني)
فيسنتي غارسيا هو عازف قيثارة وموسيقي ومغني وملحن دومينيكاني، ولد في 30 مارس 1983 في سانتو دومينغو في جمهورية الدومينيكان.

## وصلات خارجية
- الموقع الرسمي
- فيسنتي غارسيا على موقع ميوزك برينز (الإنجليزية)
- فيسنتي غارسيا على موقع أول ميوزيك (الإنجليزية)
- فيسنتي غارسيا على موقع ديسكوغز (الإنجليزية)